# 담 광장

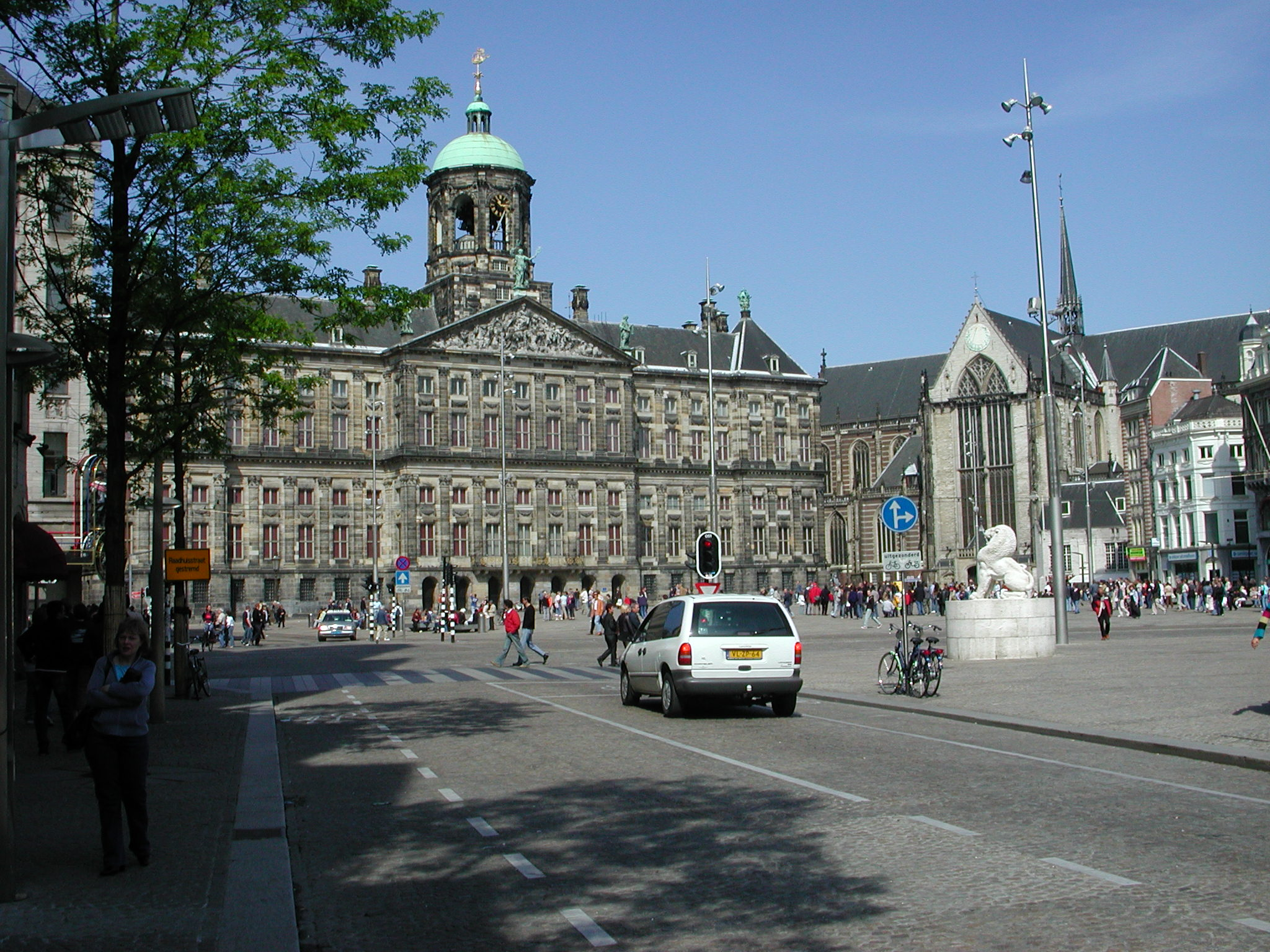
담 광장

담 광장(네덜란드어: de Dam)은 네덜란드 암스테르담 중심부에 있는 광장이다. 주목할만한 건물과 빈번한 행사로 인해 도시와 국가에서 가장 잘 알려져 있고 가장 중요한 장소 중 하나이다.

## 위치 및 설명
담 광장은 주요 교통 허브인 중앙역에서 남쪽으로 약 750미터(2,500피트) 떨어진 암스테르담의 역사적 중심지에 있으며, 암스텔 강에 있는 댐의 원래 위치에 있다. 대략 직사각형 모양으로 서쪽에서 동쪽으로 약 200m(650ft), 북쪽에서 남쪽으로 약 100m(350ft) 뻗어 있다. 그것은 중앙역에서 Muntplein(조폐국 광장)과 Munttoren(조폐탑)까지 암스텔강의 원래 경로를 따라 달리는 담라크(Damrak) 및 로킨(Rokin) 거리를 연결한다. 댐은 또한 사람이 많이 다니는 다른 거리인 Nieuwendijk, Kalverstraat 및 Damstraat의 끝점을 표시한다. 북동쪽 모퉁이 너머 짧은 거리에 주요 홍등가인 De Wallen이 있다.
광장의 서쪽 끝에는 1655년부터 1808년 왕실 거주지로 개조될 때까지 시청으로 사용되었던 신고전주의 양식의 왕궁이 있다. 그 옆에는 15세기 고딕 양식의 Nieuwe Kerk(새 교회)와 마담 투소 암스테르담이 있다. 왁스 박물관. J.J.P.가 디자인한 흰 돌기둥인 국립 기념물(National Monument) Oud는 1956년 제2차 세계대전의 희생자들을 기리기 위해 세워진 광장 반대편에 우뚝 솟아 있다. 또한 광장이 내려다보이는 곳에는 NH Grand Hotel Krasnapolsky와 고급 백화점인 De Bijenkorf가 있다. 이러한 다양한 볼거리로 인해 댐은 관광 지역이 되었다.